# Sphaerocera musiphila
Sphaerocera musiphila är en tvåvingeart som beskrevs av Richards 1965. Sphaerocera musiphila ingår i släktet Sphaerocera och familjen hoppflugor.
Artens utbredningsområde är Panama. Inga underarter finns listade i Catalogue of Life.